# Huddinge
La commune d'Huddinge est une commune du comté de Stockholm.

## Géographie
La commune est située dans l'île de Södertörn, dans la partie nord-est de la province de Södermanland. 
Le lac Mälaren est au nord-ouest.
Au sud-est, la commune d'Huddinge borde la commune d'Haninge, au sud-ouest avec la commune de Botkyrka, au nord-ouest avec la commune d'Ekerö, au nord avec la commune de Stockholm et à l'est avec la commune de Tyresö, le tout dans le comté de Stockholm. 
Un tiers de la superficie de la commune est protégé en tant que réserve naturelle.

## Population
| 1950   | 1955   | 1960   | 1965   | 1970   |
| ------ | ------ | ------ | ------ | ------ |
| 21 086 | 23 631 | 29 466 | 44 176 | 54 732 |

| 1975   | 1980   | 1985   | 1990   | 1995   |
| ------ | ------ | ------ | ------ | ------ |
| 62 576 | 66 570 | 70 209 | 73 829 | 77 384 |

| 2000   | 2005   | 2010   | 2015    | 2020    |
| ------ | ------ | ------ | ------- | ------- |
| 84 535 | 88 750 | 97 453 | 105 311 | 113 234 |

## Subdivisions administratives
La majeure partie de la commune fait partie de l'agglomération de Stockholm (ou Grand Stockholm), Huddinge est la deuxième commune la plus peuplée de l'agglomération, après Stockholm.
Depuis 2018, la commune de Huddinge est divisée en seize localités:
| Flemingsberg | 9,6  | 15 727                                |  |                                     |  |                                     |  |
| Fullersta | 4,1  | 7 715                                 |  |                                     |  |                                     |  |
| Gladö-Lissma | 44,2 | 1 458                                 |  |                                     |  |                                     |  |
| Glömsta, Loviseberg | 9,7  | 6 420                                 |  |                                     |  |                                     |  |
| Högmora | 7,0  | 1 541                                 |  |                                     |  |                                     |  |
| Länna | 8,0  | 2 361                                 |  |                                     |  |                                     |  |
| Segeltorp, Kungens Kurva | 9,5  | 9 634                                 |  |                                     |  |                                     |  |
| Sjödalen | 12,6 | 16 023                                |  |                                     |  |                                     |  |
| Skogås | 3,7  | 12 581                                |  |                                     |  |                                     |  |
| Snättringe | 4,1  | 8 902                                 |  |                                     |  |                                     |  |
| Stuvsta | 5,6  | 9 537                                 |  |                                     |  |                                     |  |
| Trångsund | 5,6  | 9 114                                 |  |                                     |  |                                     |  |
| Vidja-Ågesta | 11,3 | 876                                   |  |                                     |  |                                     |  |
| Vårby | 6,2  | 10 688                                |  |                                     |  |                                     |  |
| \| Subdivisions d'Huddinge (2018). \| \| \| \| \| \| \| \| \| FlemingsbergFullerstaGladö-Lissma Glömsta \| \| Högmora Kungens kurva LännaLoviseberg \| \| Segeltorp Sjödalen SkogåsSnättringe \| \| StuvstaTrångsund Vårby Vidja-Ågesta \| \| |      |                                       |  |                                     |  |                                     |  |
| Subdivisions d'Huddinge (2018). |      |                                       |  |                                     |  |                                     |  |
| FlemingsbergFullerstaGladö-Lissma Glömsta |      | Högmora Kungens kurva LännaLoviseberg |  | Segeltorp Sjödalen SkogåsSnättringe |  | StuvstaTrångsund Vårby Vidja-Ågesta |  |

## Jumelages
| Ville | Ville          | Pays | Pays      |
| ----- | -------------- | ---- | --------- |
|       | Debrzno        |      | Pologne   |
|       | Lyngby-Taarbæk |      | Danemark  |
|       | Nuuk           |      | Groenland |
|       | Tychy          |      | Pologne   |
|       | Vantaa         |      | Finlande  |

## Personnalités
- Tore Sjöstrand (1921-2011), champion olympique du 3 000 m steeple en 1948.
- Ilze Brands Kehris (1960-), politologue et diplomate lettone.
- Magnus Hedman (1973-), footballeur suédois.

## Galerie

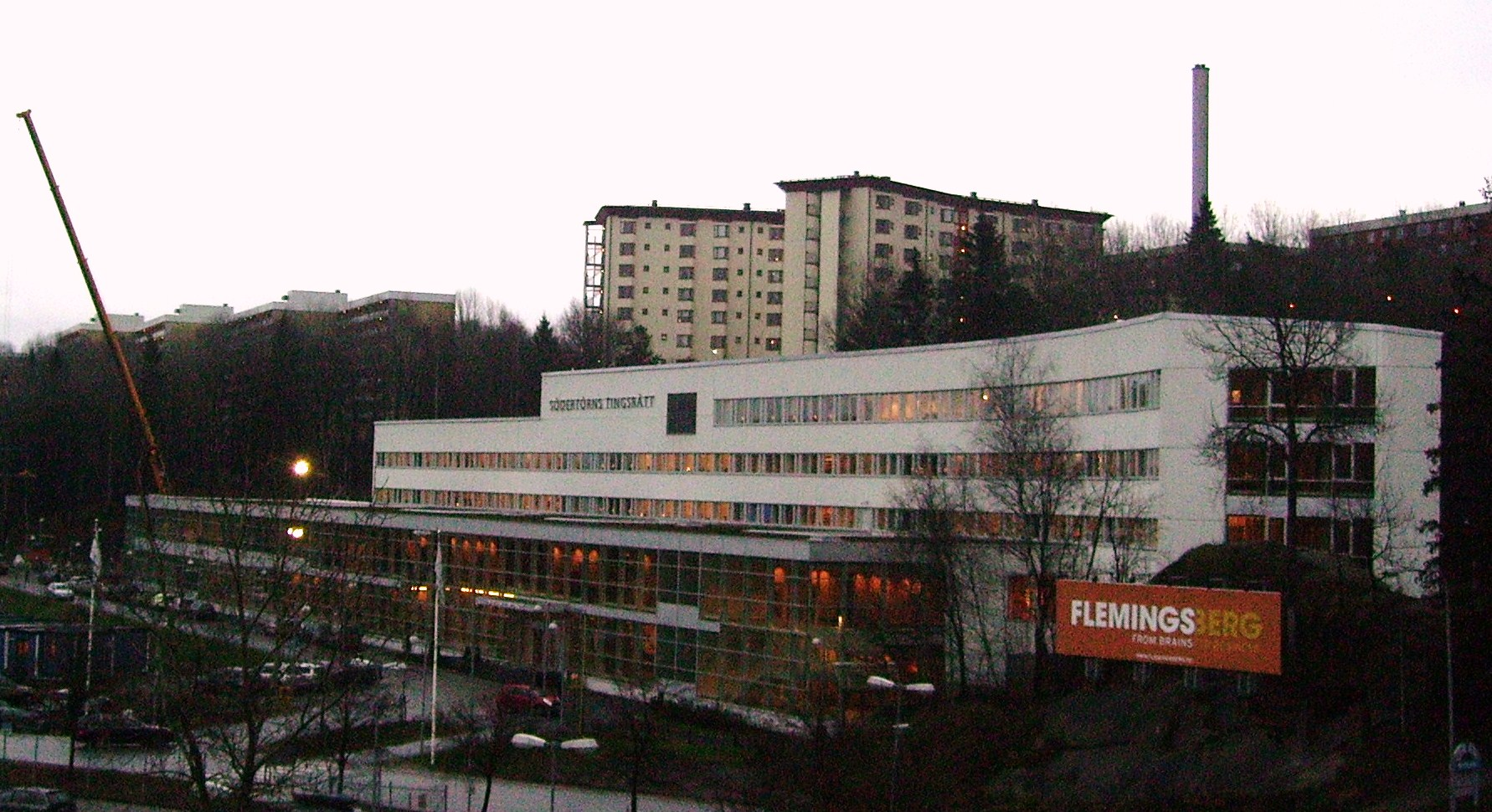
Bâtiment du tribunal de district de Södertorn.
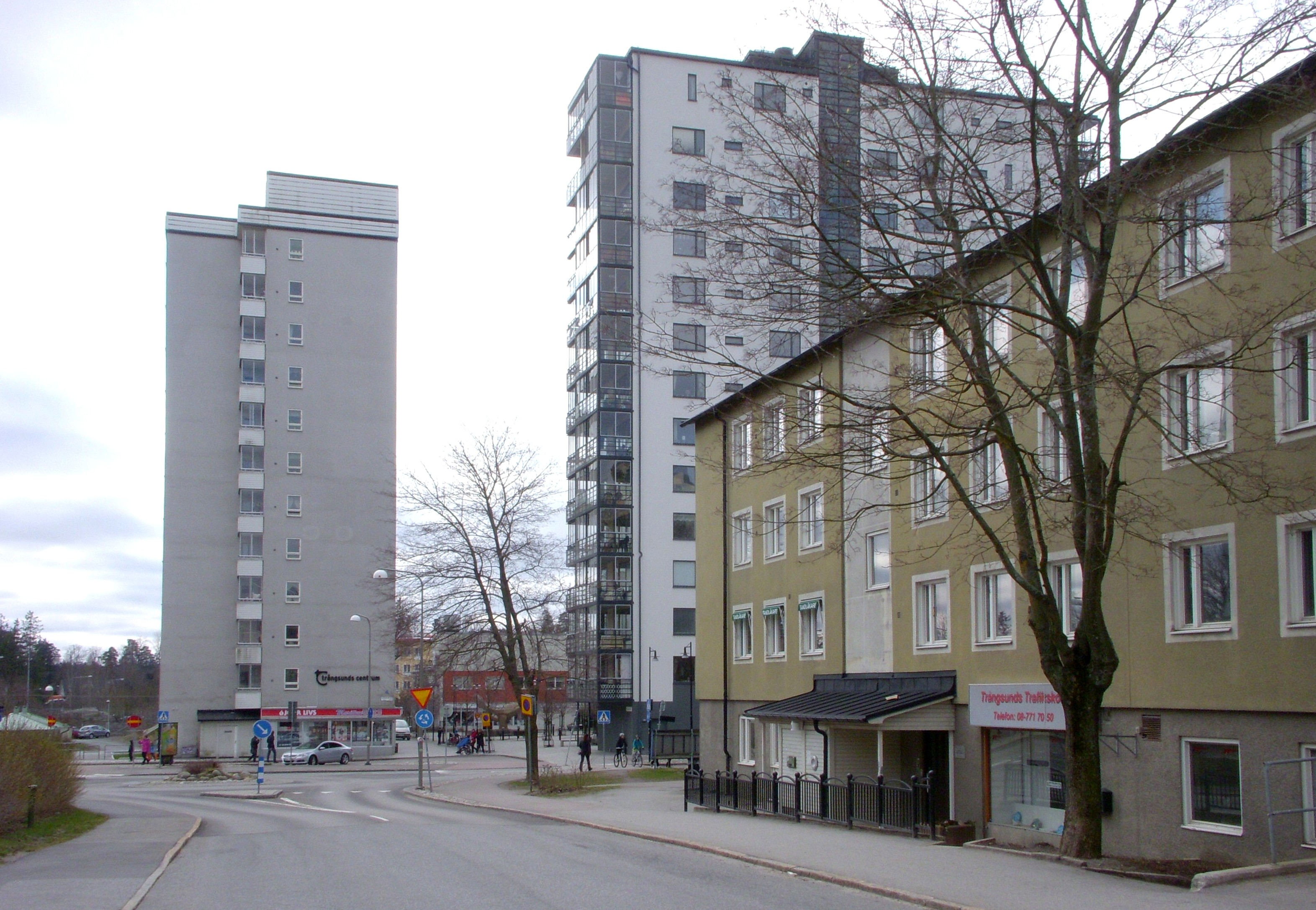
Trångsund.
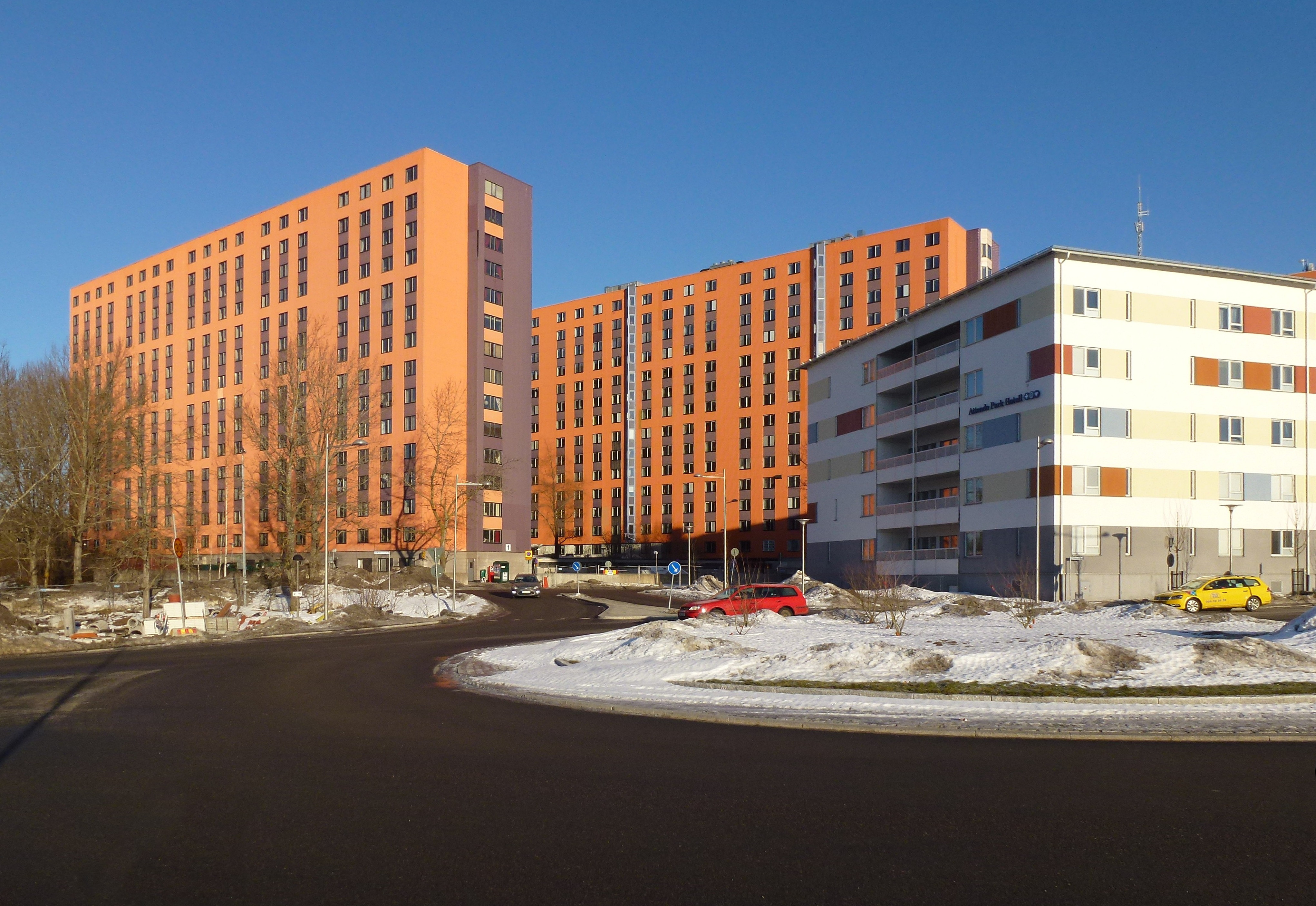
Flemingsberg.

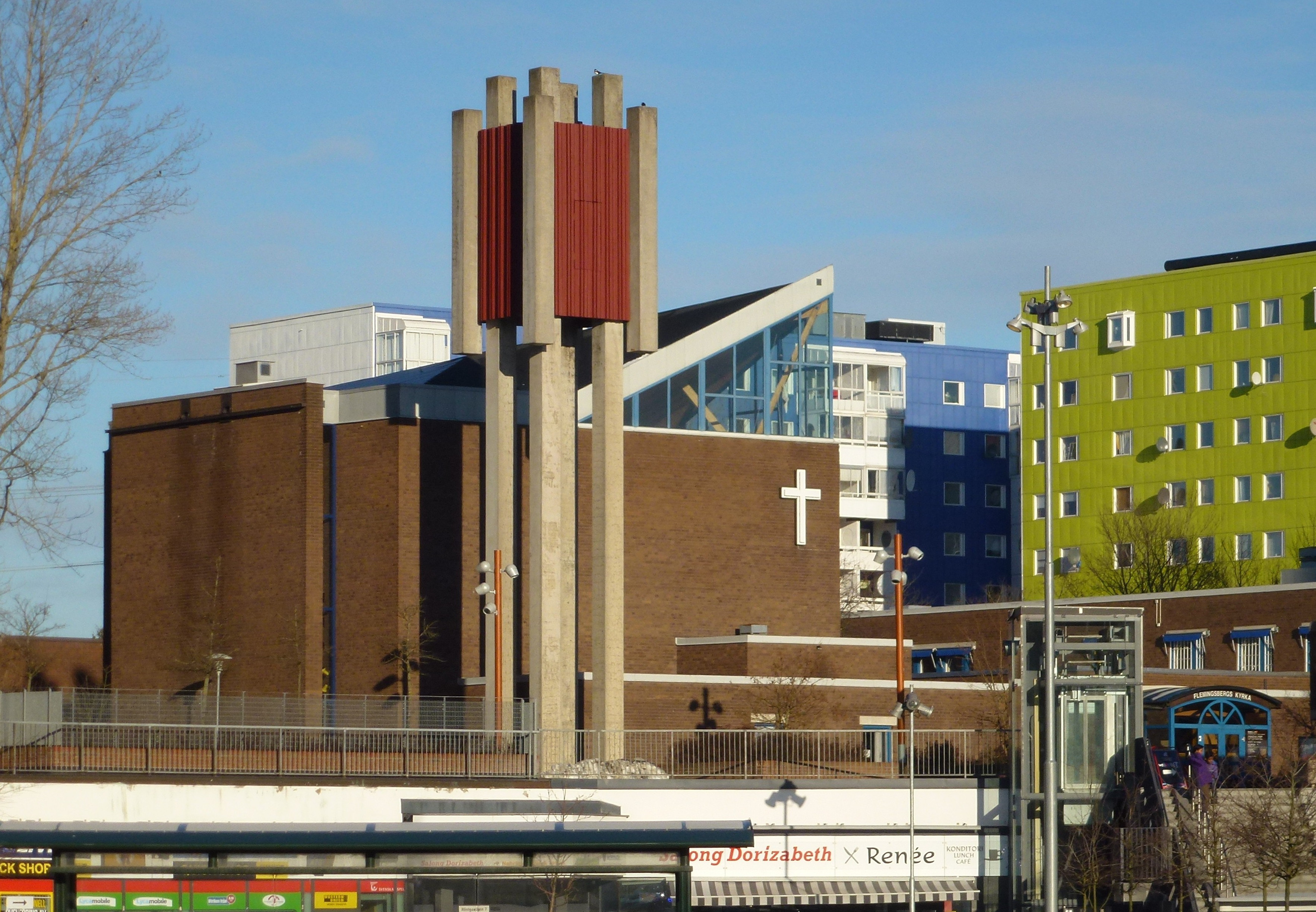
Église de Flemingsberg.
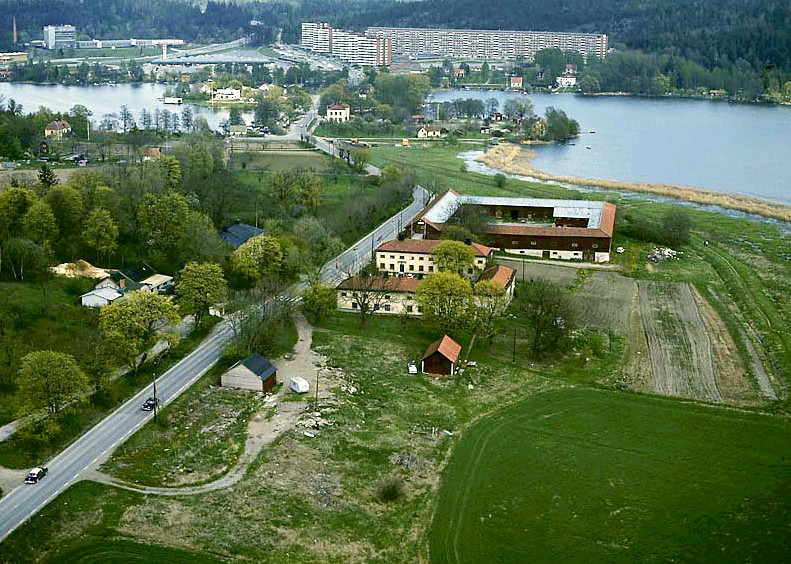
Fittja gård.
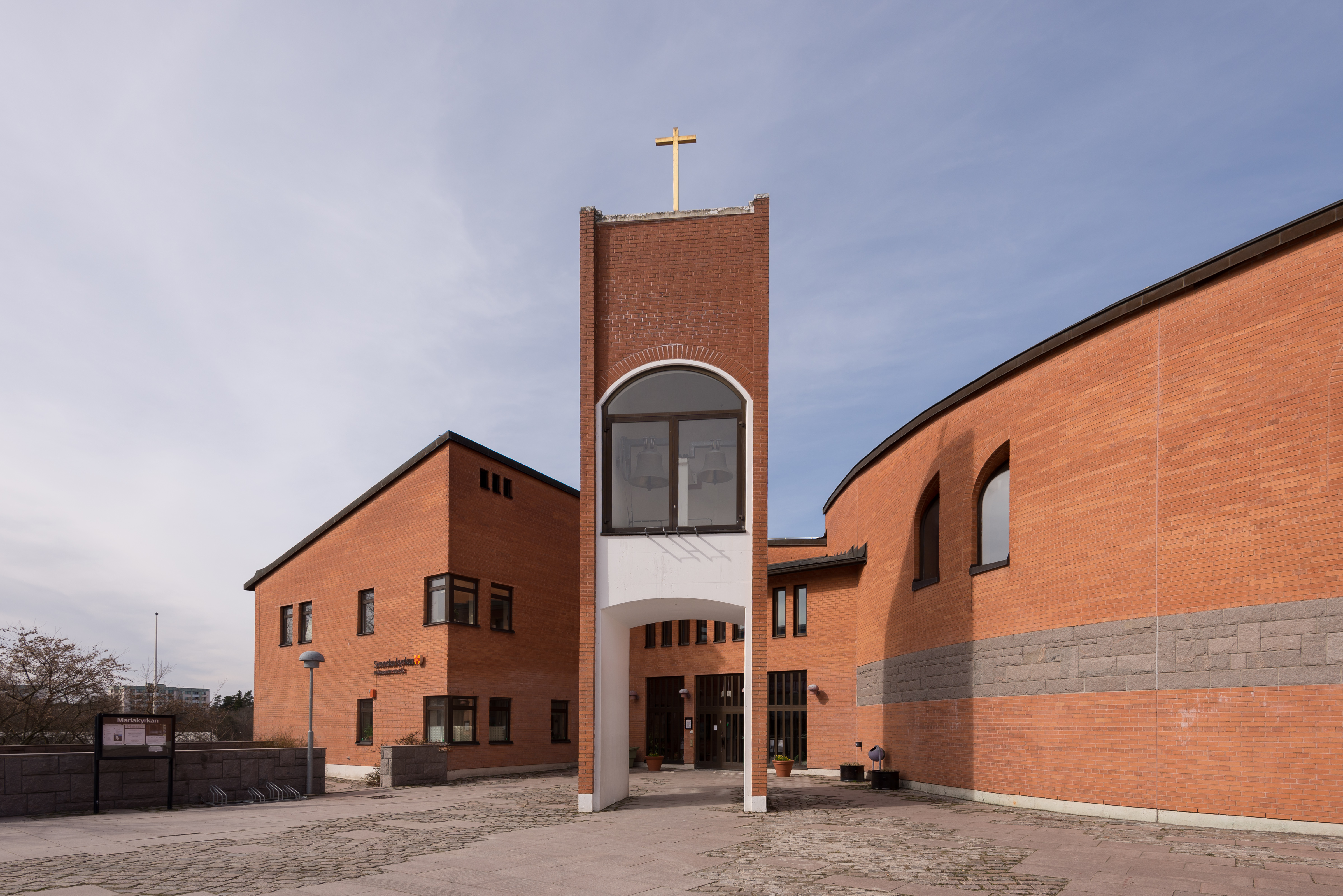
Église Sainte-Marie.